# Кузнецов, Андрей Алексеевич (командир)
Андрей Алексеевич Кузнецов (05.03.1920—06.02.1986) — командир разведывательного отделения 61-й отдельной гвардейской разведывательной роты (58-я гвардейская стрелковая Красноградско-Пражская ордена Ленина дважды Краснознамённая ордена Суворова дивизия, 34-й гвардейский стрелковый корпус, 5-я гвардейская армия, 1-й Украинский фронт), гвардии сержант, участник Великой Отечественной войны, кавалер ордена Славы трёх степеней.

## Биография
Родился 5 марта 1920 года в селе Старо-Изобильное ныне Изобильненского района Ставропольского края в семье крестьянина. После окончания семилетней школы работал в колхозе «Победа».
В Красной армии с августа 1939 года. Действительную службу проходил в 139-м танковом полку в предгорьях Карпат, боевое крещение в Великой Отечественной войне принял в июне 1941 года в качестве механика-водителя танка.
Участвовал в Сталинградской битве, в освобождении Левобережной и Правобережной Украины, Львовско-Сандомирской, Сандомирско-Силезской, Нижне-Силезской, Верхне-Силезской, Берлинской и Пражской наступательных операциях. Воевал на Западном, Сталинградском, Южном, 4-м, 3-м и 1-м Украинских фронтах в составе 61-й отдельной гвардейской разведывательной роты.
На Сандомирском плацдарме в ночь на 22 октября 1944 года разведчик Кузнецов в районе населённого пункта Хжанув (ныне Буский повят Свентокшиского воеводства, Польша) во главе группы захвата незаметно подобрался к проволочным заграждениям противника, преодолел их и с тыла напал на вражеский дот. Истребив его защитников, захватили ручной пулемёт и «языка», разведчики без потерь возвратились в свою часть.
Приказом по 58-й гвардейской стрелковой дивизии от 29 октября 1944 года гвардии сержант Кузнецов Андрей Алексеевич награждён орденом Славы 3-й степени.
В ходе Варшавско-Познанской наступательной операции в ночь на 23 января 1945 года разведывательное отделение под командованием Кузнецова скрытно преодолело по льду реку Одер и внезапно атаковало немцев в населённом пункте Фишбах  в районе села Деберн (ныне Добжень-Вельки, Опольский повят Опольского воеводства). При этом было уничтожено свыше 10 вражеских солдат, захвачено 2 станковых пулемёта и 81-мм миномёт, пленён вражеский унтер-офицер. Разведчики удержали населённый пункт до подхода стрелковых подразделений.
Приказом по войскам 5-й гвардейской армии от 3 марта 1945 года гвардии сержант Кузнецов Андрей Алексеевич награждён орденом Славы 2-й степени.
В ночь на 1 мая 1945 года отделение под командованием гвардии сержанта Кузнецова вышло к населённому пункту Детутов (Германия) на правом берегу реки Эльба и пленило вражеского солдата, который указал место расположения немецкого штаба. Разведчики подкрались к важному объекту и бесшумно сняли троих часовых. Гранатами и огнём из автоматов уничтожили до 20 офицеров и охранников штаба, подорвали 2 автомашины с боеприпасами и захватили важные документы.
Указом Президиума Верховного Совета СССР от 27 июня 1945 года за образцовое выполнение особых заданий командования на фронте борьбы с немецкими захватчиками и проявленные при этом доблесть и мужество Кузнецов Андрей Алексеевич награждён орденом Славы 1-й степени.
После демобилизации в январе 1947 года гвардии старшина Кузнецов проживал в городе Грозный, в 1951 году переехал в Новочеркасск Ростовской области и работал водителем.
Скончался 6 февраля 1986 года.

## Награды
- Орден Отечественной войны I степени (11.03.1985)[4]
- Полный кавалер ордена Славы:
  - орден Славы I степени (27.06.1945)[5];
  - орден Славы II степени (03.03.1945)[6];
  - орден Славы III степени (29.10.1944)[7];
- медали, в том числе:

- - «За оборону Сталинграда» (1.05.1944);

- - «В ознаменование 100-летия со дня рождения Владимира Ильича Ленина» (6 апреля 1970)
  - «За победу над Германией в Великой Отечественной войне 1941—1945 гг.» (9 мая 1945[8])[9];
  - «За взятие Берлина» (9.5.1945);
  - «За освобождение Праги» (9.05.1945)[10];
  - «20 лет Победы в Великой Отечественной войне 1941—1945 гг.» (7 мая 1965[11])
  - «30 лет Победы в Великой Отечественной войне 1941—1945 гг.»[12]
  - 40 лет Победы в Великой Отечественной войне 1941—1945 гг.[13]
  - Юбилейная медаль «50 лет Победы в Великой Отечественной войне 1941—1945 гг.»
  - «30 лет Советской Армии и Флота»[14]
  - «40 лет Вооружённых Сил СССР»[15]
  - «50 лет Вооружённых Сил СССР» (26 декабря 1967[16])
- Знак «25 лет победы в Великой Отечественной войне» (1970)

## Память
- На могиле установлен надгробный памятник.
- Его имя увековечено в Главном Храме Вооружённых сил России, и навсегда запечатлено на мемориале «Дорога памяти»[17].
- На доме в городе Новочеркасск, где проживал кавалер, установлена мемориальная доска.